# 黒川創
黒川 創（くろかわ そう、1961年6月15日 - ）は、日本の思想評論家・小説家。本名、北澤 恒。
評論家の北沢恒彦は父。編集グループSURE主催の北沢街子は妹。作家の秦恒平は叔父。劇作家・脚本家の秦建日子は従兄弟。　

## 来歴・人物
京都市出身。同志社大学文学部卒業後、幼少期から知り合いだった鶴見俊輔に誘われ、「思想の科学」編集委員として思想評論活動を開始。1999年、「若冲の目」で小説家デビュー。以来、思想評論と小説活動を行っている。

## 受賞・候補
- 1999年『若冲の目』で第21回野間文芸新人賞候補。
- 2001年『もどろき』で第14回三島由紀夫賞候補。「もどろき」で第124回芥川龍之介賞候補。
- 2002年「イカロスの森」で第127回芥川賞候補。
- 2005年『明るい夜』で第18回三島賞候補。
- 2008年『かもめの日』で第21回三島賞候補。
- 2009年『かもめの日』で第60回読売文学賞受賞。『明るい夜』で京都水無月大賞受賞。
- 2013年『暗殺者たち』で第26回三島賞候補。
- 2014年『国境［完全版］』で第25回伊藤整文学賞（評論部門）受賞。
- 2015年『京都』で毎日出版文化賞受賞。
- 2019年『鶴見俊輔伝』で第46回大佛次郎賞受賞。

## 作品リスト

### 評論
- 『<竜童組>創世記』（1985年、亜紀書房/1988年、ちくま文庫）解説:津野海太郎
- 『熱い夢・冷たい夢』（1988年、思想の科学社）
- 『先端・論』(1989年、筑摩書房）
- 『水の温度』 (1991年、講談社）
- 『リアリティ・カーブ－「戦無」と「戦後」のあいだに走る』(1994年、岩波書店）
- 『国境』(1998年、メタローグ）
  - 『国境［完全版］』（2013年、河出書房新社）
- 『きれいな風貌　西村伊作伝』（2011年、新潮社）
- 『日高六郎・95歳のポルトレ　対話を通して』(2012年、新宿書房)
- 『鴎外と漱石のあいだで 日本語の文学が生まれる場所』(2015年、河出書房新社)
- 『鶴見俊輔伝』（2018年、新潮社）
- 『旅する少年』（2021年、春陽堂書店）
- 『世界を文学でどう描けるか』（2023年、図書出版みぎわ）
- 『「日本語」の文学が生まれた場所　極東20世紀の交差点』（2023年、図書出版みぎわ）

### 小説
- 『若冲の目』(1999年、講談社）
  - 伊藤若冲をモチーフにした中篇「鶏の目」「猫の目」2作で構成。
- 『硫黄島  IWO JIMA』(2000年、朝日新聞社）
- 『もどろき』(2001年、新潮社）
  - 初出:『新潮』2000年12月号
- 『イカロスの森』(2002年、新潮社）
  - 初出:『新潮』2002年6月号
- 『明るい夜』（2005年、文藝春秋/2008年、文庫）解説:藤本和子
  - 初出:『文學界』2005年4月号
- 『かもめの日』(2008年、新潮社  のち文庫)解説:清水真砂子
  - 初出:『新潮』2008年2月号
- 『いつか、この世界で起こっていたこと』(2012、新潮社)
- 『暗殺者たち』（2013年、新潮社）
- 『京都』（2014年、新潮社）
- 『岩場の上から』（2017年、新潮社）
- 『暗い林を抜けて』（2020年、新潮社[1]）
- 『ウィーン近郊』（2021年、新潮社）
- 『彼女のことを知っている』（2022年、新潮社）
- 『この星のソウル』（2024年、新潮社）

### 編著
- 『富岡多惠子の発言』全5巻（1995年、岩波書店）
- 『「外地」の日本語文学選』<1-3>（1996年、新宿書房）
- 『樹のなかの音　瀧口政満彫刻作品集』（2001年、クレイン）
- 『福島の美術館で何が起こっていたのか　震災・原発事故・ベン・シャーンのこと』（2012年、編集グループSURE）
- 『鶴見俊輔コレクション』全４巻（2012〜13年、河出文庫）
- 『鶴見俊輔さんの仕事』全５巻（2016 - 2017年、編集グループSURE）
- 『多田道太郎　文学と風俗研究のあいだ』（山田稔との共編、2023年、編集グループSURE）
- 『加藤典洋とは何者だったか？』（瀧口夕美との共編、編集グループSURE）

### 共著
- 『電話で75000秒』（宇崎竜童と共著、1988年、晶文社）
- 『日米交換船』（鶴見俊輔、加藤典洋と共著、2006年、新潮社）
- 『ブックデザインの構想 -チェコのイラストレーションから、チラシ・描き文字まで』(平野甲賀と共著、2008年、編集グループSURE)
- 『小沢信男さん、あなたはどうやって食ってきましたか』（小沢信男・津野海太郎と共著、2011年、編集グループSURE）
- 『考える人・鶴見俊輔』（加藤典洋と共著、2013年、弦書房）
- 『生きる場所をどうつくるか』（瀧口夕美と共著、2024年、編集グループSURE）
- 『富岡多惠子の仕事　詩と小説と評論と』（荒井とみよと共著、2025年、編集グループSURE）

### 参考
- 『北沢恒彦とは何者だったか？』（聞き手、2011年、編集グループSURE）